# Vương quốc Corse (1736)
"Vương quốc Corse" chuyển hướng ở đây. Về sự hợp nhất vào thế kỷ 14 với Sardegna, xem Vương quốc Sardegna và Corse. Về quốc gia chỉ tồn tại vào thập niên 1790, xem Vương quốc Corse (1794-1796).
Vương quốc Corse là một vương quốc tồn tại trong khoảng thời gian ngắn ngủi trên đảo Corse. Nó được hình thành sau khi người dân trên đảo làm lễ đăng quang cho nhà thám hiểm người Đức Theodor Stephan Freiherr von Neuhoff làm Vua đảo Corse.

## Hình thành và sụp đổ
Trong thời gian lưu trú tại Genova, Neuhoff tình cờ làm quen được với một số nghĩa quân và dân lưu vong người Corse, và thuyết phục họ rằng ông có thể giải phóng đất nước họ thoát khỏi ách chuyên chế của Genova nếu họ lập ông làm vua của hòn đảo này. Nhờ sự giúp đỡ của Bey xứ Tunis, Ông đã đổ bộ lên đảo Corse vào tháng 3 năm 1736 cùng với viện trợ quân sự. Cư dân trên đảo, mà chiến dịch xem ra không thành công, đã nhất trí bầu chọn và tôn ông lên làm vua. Ông nhận tước hiệu vua Theodore I, ban hành sắc lệnh, thiết lập một dòng tu hiệp sĩ, và tiến hành cuộc chiến với người Genova, dù lúc đầu đạt được một số thành công. Nhưng khi nghĩa quân giao tranh với phía quân Genova vì chệnh lệch lực lượng quá lớn đã sớm dẫn đến thất bại của họ. Người Genova bèn treo giải thưởng cho cái đầu của nhà vua và xuất bản một tài liệu về quá khứ đầy màu sắc của mình, khiến Theodore phải rời khỏi đảo Corse vào tháng 11 năm 1736, bề ngoài là để tìm kiếm sự hỗ trợ của nước ngoài. Sau một hồi nghe ngóng về khả năng bảo vệ từ Tây Ban Nha và Napoli, ông liền đặt chân đến Hà Lan và bị nhà cầm quyền nơi đây bắt giữ vì nợ nần ở Amsterdam.
Nhằm giành lại tự do của mình, Theodore đã gửi người cháu tới đảo Corse với một nguồn cung cấp vũ khí; bản thân ông cũng trở về Corse vào năm 1738, 1739 và 1743, nhưng liên quân Genova và Pháp vẫn tiếp tục kéo quân tới chiếm đóng hòn đảo này. Năm 1749, ông đến nước Anh để tìm kiếm sự hỗ trợ, nhưng cuối cùng rơi vào cảnh nợ nần và bị giam giữ trong một nhà tù dành cho các con nợ ở London mãi tới năm 1755. Ông lấy lại sự tự do của mình bằng cách tuyên bố mình bị phá sản, rồi trao lại vương quốc Corse cho các chủ nợ, và sống qua ngày tháng đoạn dựa vào lòng nhân từ của Horace Walpole và một số người bạn khác cho đến khi ông từ trần tại London vào năm 1756.